# Svenska mästerskapet i bandy 1925
Svenska mästerskapet i bandy 1925 avgjordes genom att IK Göta vann mot Västerås SK med 7-5 i finalmatchen på Stockholms stadion den 22 februari 1925.

## Färlopp
- IF Linnéa lämnade in en protest mot att isen varit "för dålig" vid kvartsfinalen i Linköping mot Linköpings AIK, men fick inget gehör.
- De båda kvartsfinalerna med lag från Västerås spelades efter varandra, under samma dag.

## Matcher

### Kvartsfinaler
- Västerås IK-IK Göta 1-10
- Linköpings AIK-IF Linnéa 1-0
- Södertälje SK-Djurgårdens IF 0-2
- Västerås SK-IFK Rättvik 5-2

### Semifinaler
- Västerås SK-Djurgårdens IF 4-0
- IK Göta-Linköpings AIK 8-1

### Final
- 22 februari 1925: IK Göta-Västerås SK 7-5 (Stockholms stadion)

## Svenska mästarna
Mall:IK Göta Bandy 1925